# Gevlekte koeskoes
De gevlekte koeskoes (Spilocuscus maculatus) is een zoogdier uit de familie van de koeskoezen (Phalangeridae). De wetenschappelijke naam van de soort werd voor het eerst geldig gepubliceerd door Étienne Geoffroy Saint-Hilaire in 1803.

## Uiterlijke kenmerken
De gevlekte koeskoes is 33,8 tot 44,2 centimeter lang en 3 tot 6 kilogram zwaar. De staart is 31,5 tot 43 centimeter. De soort kent seksueel dimorfisme. Mannetjes hebben over het algemeen een roomwitte vacht, bedekt met grote, onregelmatige, chocoladebruine vlekken. Bij vrouwtjes ontbreken de vlekken, en kunnen grijsbruin tot geheel wit zijn. De kleur van de vacht en de vorm van de vlekken verschillen per individu, leefgebied, leeftijd en gezondheidstoestand. De oren zijn vrij klein, en liggen vaak verborgen in de vacht. De kop is rond, met een kaal gezicht en grote ogen.

## Voorkomen
Hij komt voor op Nieuw-Guinea, ook is hij geïntroduceerd op Salyer, ten zuiden van Sulawesi, en op enkele eilanden in de Molukken, als Seram, Ambon en de Kei-eilanden. Op de Molukken is hij mogelijk inheems. Het verspreidingsgebied overlapt met dat van de verwante soort Spilocuscus rufoniger, de witte koeskoes (Phalanger orientalis), de grondkoeskoes (Phalanger gymnotus) en andere soorten koeskoezen. De gevlekte koeskoes leeft in verscheidene regenwoudhabitats, zowel primair als secundair woud, tot op een hoogte van 1200 meter. Hij komt ook voor in de nabijheid van dichtbevolkte gebieden. 
De gevlekte koeskoes is nauw verwant aan de eilandsoorten van de gevlekte koeskoezen (Spilocuscus) (Spilocuscus kraemeri uit Manus, Spilocuscus wilsoni uit Biak en Spilocuscus papuensis uit Waigeo), die vroeger als ondersoorten werden gezien. De drie ondersoorten binnen de gevlekte koeskoes S. m. goldiei uit het zuidoosten van Nieuw-Guinea, S. m. chrysorrhous uit de Molukken en het zuidwesten van Nieuw-Guinea en S. m. maculatus uit het noorden van Nieuw-Guinea) verschillen ook zeer van elkaar en zijn mogelijk aparte soorten. Tot 2015 werd Spilocuscus nudicaudatus van het Kaap York-schiereiland als ondersoort van deze soort gerekend.

## Leefwijze
De gevlekte koeskoes is een traag boombewonend nachtdier. Hij eet jonge scheuten, bladeren en bloemen, aangevuld met jonge vogeltjes.
Overdag verschuilt hij zich in een grote boomholte of een dichte boomkruin.
Gevlekte koeskoezen zijn territoriaal. Mannetjes gebruiken strategisch liggende slaapplaatsen, van waaruit ze andere mannetjes in de gaten kunnen houden. Uit geurklieren scheidt hij een stevige substantie af, die hij op takken smeert om zo zijn aanwezigheid kenbaar te maken aan andere gevlekte koeskoezen. Bij verstoring scheidt hij een roodbruine substantie uit klieren in de huid op zijn gezicht, voornamelijk rond de ogen.
De één tot vier jongen worden geboren na een draagtijd van drie weken, waarna ze in de buidel van de moeder worden gedragen.